# Tänk om jorden vore ung
«Tänk om jorden vore ung» (со швед. — «представь, если бы мир был молодым») — песня шведского дуэта «Björn & Benny» (Бьорн Ульвеус / Бенни Андерссон), позже развившегося в группу ABBA.
Композиция была записана 15 июля 1971 года, причём в сессиях в качестве бэк-вокалисток принимали участие Агнета и Фрида — будущие участницы квартета.
В 1971 году «Tänk om jorden vore ung» вместе с песней «Träskofolket» на второй стороне была выпущена как сингл. 14 ноября композиция со стороны «А» вошла в радиочарт Svensktoppen, а 19 декабря ей покорилась и первая строчка популярного хит-парада, которую она удерживала до конца года.
В 1972 году «Tänk om jorden vore ung» была добавлена как бонусный трек на переиздание альбома «Lycka». Также она послужила второй стороной для японского издания сингла «En Carousel», хотя на лейбле по ошибке была указана песня «Lycka».